# کشتی روغنی
کشتی روغنی (ترکی استانبولی: Yağlı güreş) نوعی ورزش است که افراد در آن به کشتی گرفتن می‌پردازند در حالی که بدن خود را به روغن زیتون آغشته می‌کنند و ورزشکار در این رشته را پهلوان می‌نامند.

کشتی با روغن، ورزش ملی ترکیه است. این نوع کشتی با استفاده از روغن و پوشش سنتی انجام می‌شود و قواعد آن با کاراکوچاک شباهت دارد.
در آشور، مصر باستان و بابل، کشتی با روغن انجام می‌شده‌است. این ورزش در جریان نخستین فتح مصر به‌دست هخامنشیان به ایران و ترکیه راه یافت. کشتی با روغن ۴۵۰۰ سال پیش توسط جوامع باستانی در تراکیه و بالکان انجام می‌شده‌است. با گسترش امپراتوری عثمانی به اروپا، مسابقات کشتی با روغن تا دوران امروزی به‌صورت آیینی برگزار شده‌است.
برخلاف کشتی المپیک، در کشتی با روغن، پیروزی می‌تواند از طریق گرفتن مؤثر کِسبِت، یعنی شلوار چرمی گشاد که در این ورزش پوشیده می‌شود، به‌دست آید. کشتی‌گیر با عبور دادن دست خود درون کِسبت حریف، سعی در کنترل او دارد. پیروزی با این حرکت «پاچا قازیک» نامیده می‌شود. در گذشته، مسابقات زمان مشخصی نداشت و ممکن بود یک یا دو روز ادامه یابد تا یکی از طرفین برتری خود را اثبات کند، اما در سال ۱۹۷۵، زمان مسابقه به ۴۰ دقیقه برای دستهٔ «باش‌پهلوان» و ۳۰ دقیقه برای دستهٔ «پهلوان» محدود شد. در صورت نبود برنده، بازی به‌ترتیب برای ۱۵ یا ۱۰ دقیقه دیگر ادامه می‌یابد و در آن امتیازها برای تعیین برنده شمرده می‌شود.
مسابقهٔ سالانه قرق‌پینار که از سال ۱۳۴۶ میلادی در ادیرنه در تراکیه ترکیه برگزار می‌شود، قدیمی‌ترین رقابت ورزشی مداوم و رسمی در جهان به‌شمار می‌رود. جشنواره‌های کشتی با روغن همچنین در مناطق ترک‌نشین بلغارستان مانند لودوگوریه و رودوپ‌ها، و همچنین در یونان شمالی در مقدونیه خاوری (منطقه سرس) و تراکیه غربی (رشته‌کوه‌های رودوپ) برگزار می‌شوند.

## تاریخچه

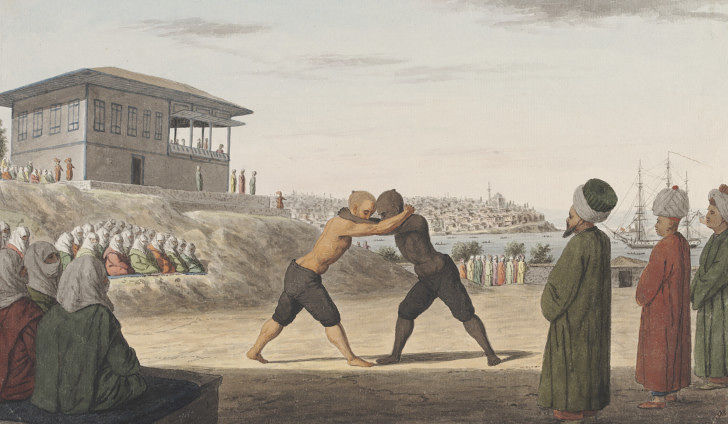
نمایی از مسابقه کشتی با روغن در باغ‌های کاخ توپقاپی

ریشهٔ کشتی با روغن به دوران سومر و بابل بازمی‌گردد. این ورزش در میان یونانیان باستان و رومیان نیز محبوب بوده‌است. گونه‌های مشابه کشتی بومی که توسط ترک‌زبانان انجام می‌شود، در سراسر اوراسیا غربی (یعنی اروپا و آسیای مرکزی) با نام‌هایی چون کوراش و گورش و جز آن شناخته می‌شوند. سنت‌های کشتی فرنگی نیز به تمرین و گسترش کشتی با روغن اشاره دارند.
پس از فتح آناتولی توسط ترکان سلجوقی، گونه‌ای از کشتی سنتی آزاد به نام کاراکوچاک گورشی («بغل‌گیری زمینی») رایج شد که در آن شلوار چرمی ویژه‌ای پوشیده می‌شد و کشتی‌گیران پیش از آغاز رقابت بدن خود را با روغن زیتون چرب می‌کردند. این شکل، به‌تدریج به آنچه امروز با نام «یاغلی گورش» یا کشتی ترکی با روغن شناخته می‌شود، تبدیل شد. در امپراتوری عثمانی، کشتی‌گیران در مدارس ویژه‌ای به نام «تکیه» آموزش می‌دیدند که مراکزی ورزشی و معنوی بودند. پیش از مسابقه، کشتی‌گیران بدن یکدیگر را روغن‌مالی می‌کنند تا تعادل و احترام متقابل را به نمایش بگذارند. اگر کسی حریف مسن‌تری را شکست دهد، دست او را می‌بوسد که نشانهٔ احترام به بزرگان در فرهنگ ترکی است.
مسابقات کشتی با روغن در سراسر ترکیه در طول سال برگزار می‌شوند، اما در اوایل تابستان، حدود ۱۰۰۰ نفر در قرق‌پینار گردهم می‌آیند تا در رقابتی سه‌روزه شرکت کنند و برندهٔ نهایی یا باش‌پهلوان (سرپهلوان، «پهلوان اصلی») ترکیه مشخص شود. اسناد تاریخی عثمانی نشان می‌دهند که بازی‌های قرق‌پینار از سال ۱۳۶۲ میلادی تاکنون هر سال برگزار شده‌اند. کتاب رکوردهای گینس نیز این رقابت را قدیمی‌ترین رقابت رسمی پیوستهٔ ورزشی جهان می‌داند. این بازی‌ها تنها حدود ۷۰ بار لغو شده‌اند. در سال ۱۹۲۴ و پس از جنگ بالکان، محل برگزاری به موقعیت فعلی، حدود ۳۵ کیلومتر (۲۲ مایل) دورتر از جایگاه نخستین، منتقل شد.
در خارج از ترکیه نیز برخی مسابقات کشتی با روغن برگزار می‌شود، به‌ویژه آن‌هایی که زیر نظر فدراسیون سلطنتی ورزش‌های قدرتی هلند (Koninklijke Nederlandse Krachtsport en Fitnessfederatie (KNKF)) در هلند برگزار می‌شوند.

## پهلوانان برجسته
- کل علیچو
- کوجا یوسف
- پهلوان محمد کتراجی
- خلیل آدالی
- ابراهیم هرگله‌جی
- محمود قزل‌جیکللی
- محمد کورد‌دره‌لی
- علی سیاه بندیرملی
- حسین تکیرداغلی
- ابراهیم کاراباجاک
- احمد تاشجی
- رجب کارا
- علی گوربوز
- اسماعیل بالابان
- اورهان اوکولو
- فاتیح آتلی
- محمد یشیل‌یشیل
- عثمان آینور

## نگاره‌ها

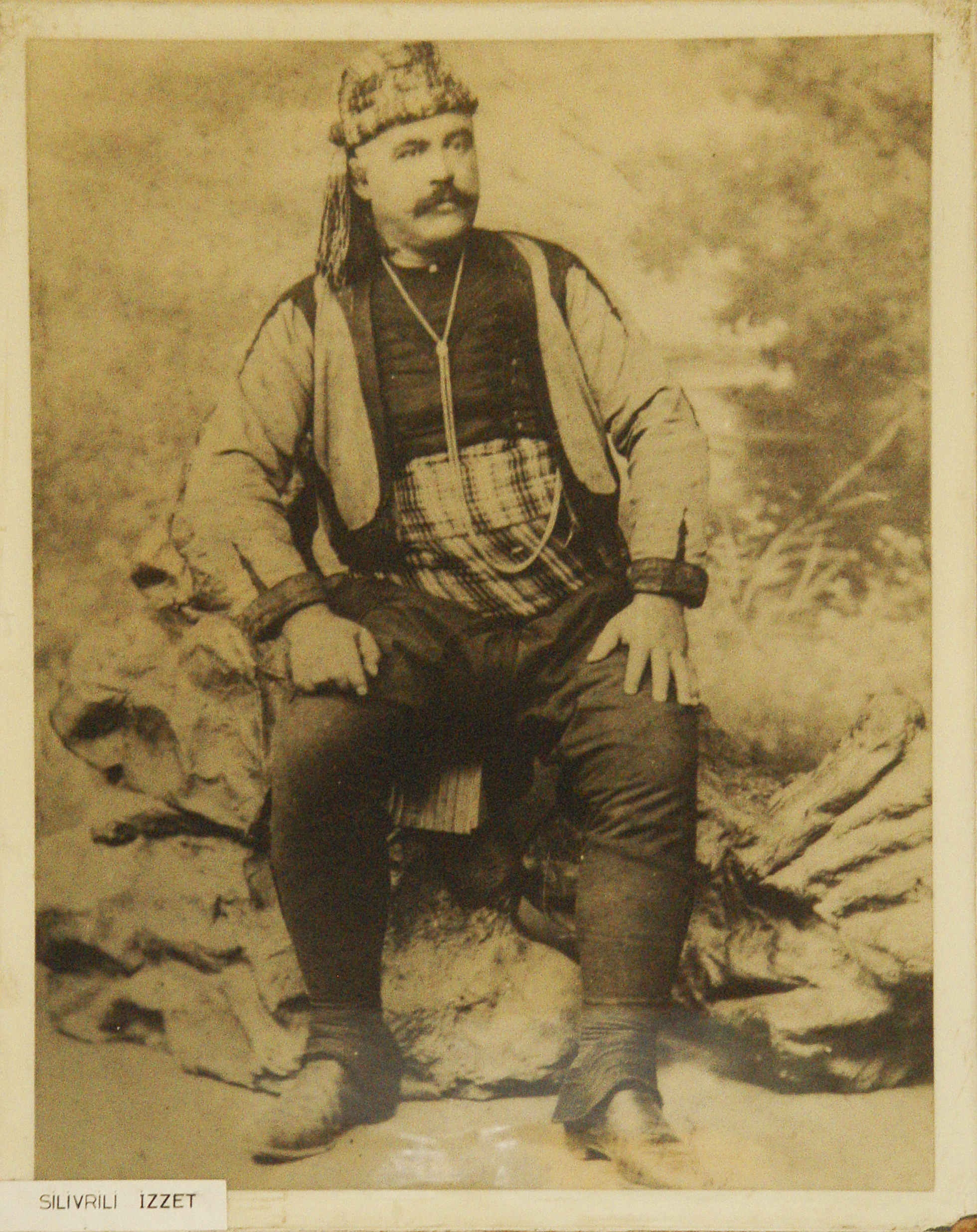
عزت از سیلیوری
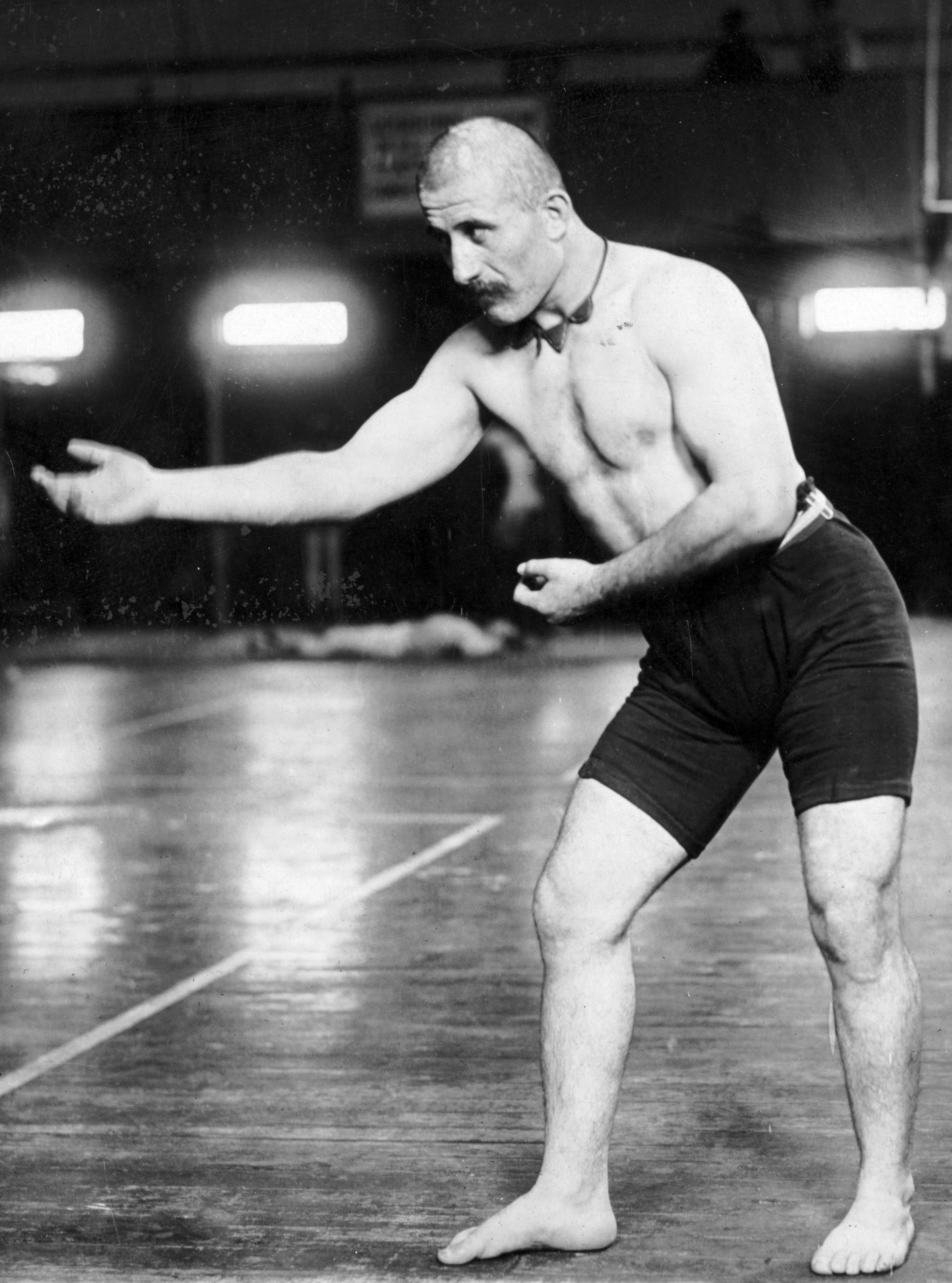
محمود قزل‌جیکللی از سیلیستره
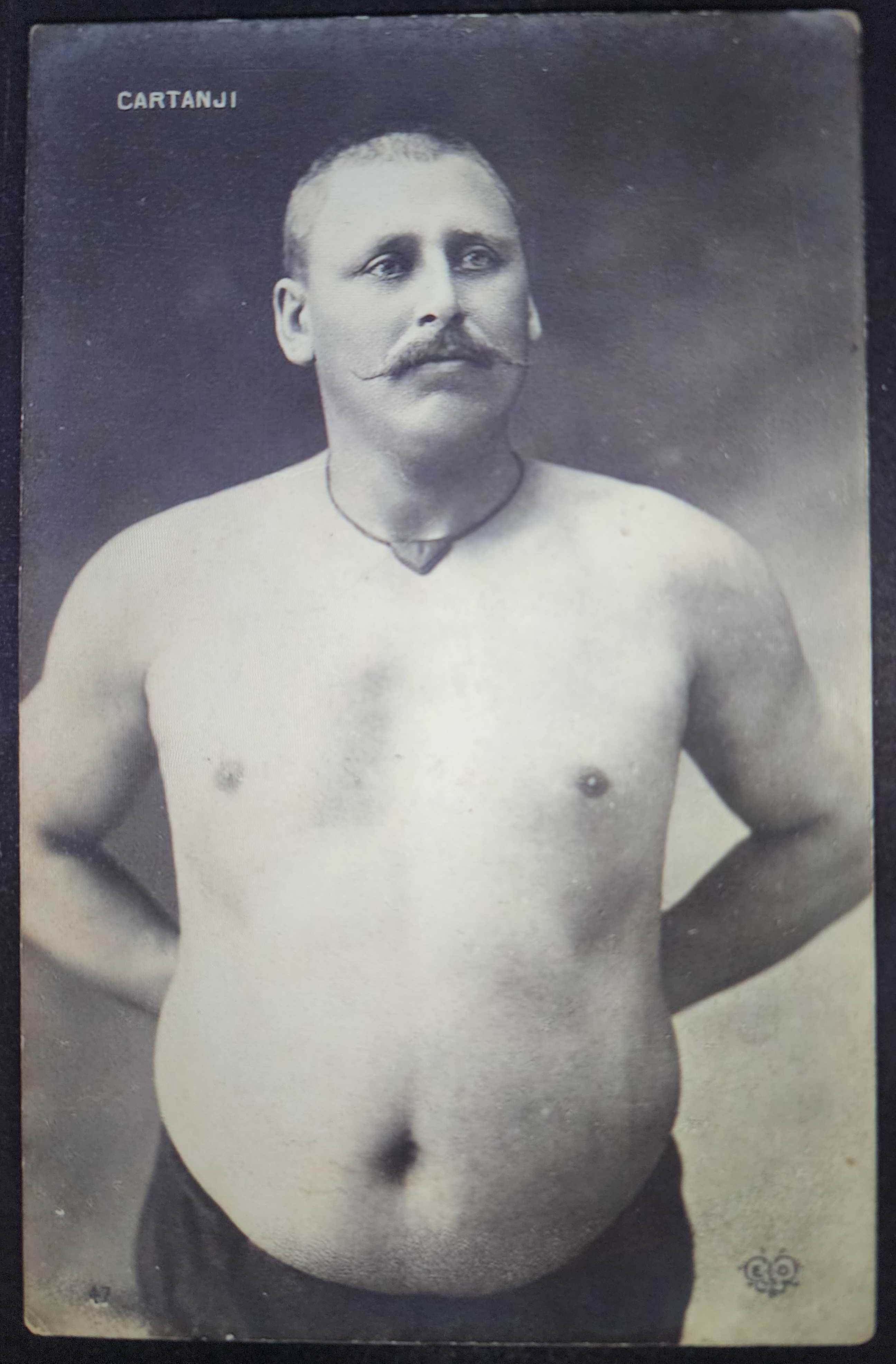
پهلوان محمد کتراجی از شومن
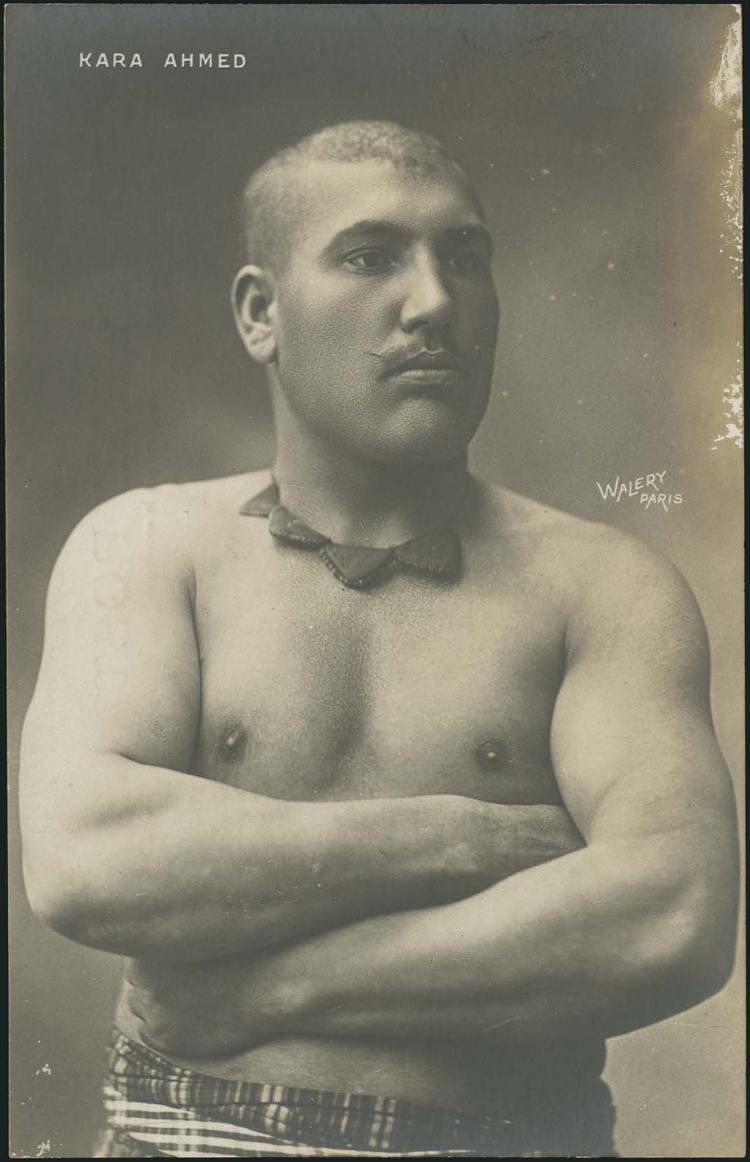
احمد سیاه از رازگراد
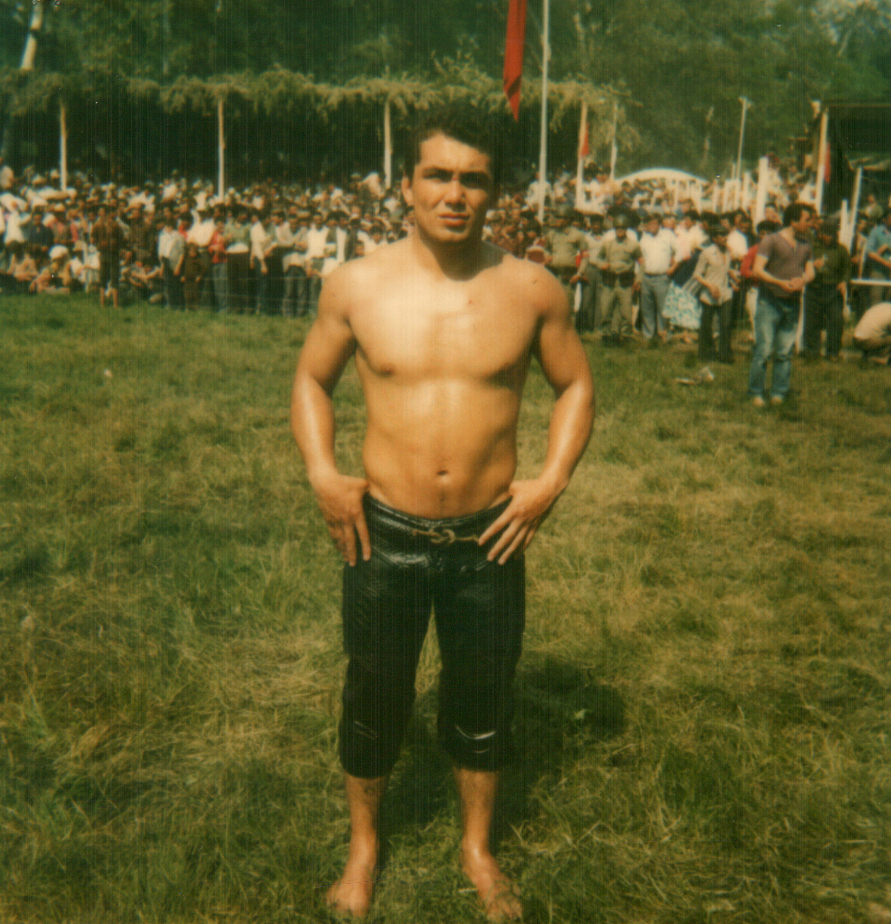
باش‌یل یاغجی از صندرگی

## آقاباشیان سرشناس
- سلیمان شاهین (۱۹۶۷–۶۸)
- غزنفر بیلگه (۱۹۶۹–۷۰)
- آلپر یازاوغلو (۱۹۹۱–۹۳)  •
- حسین شاهین (۱۹۹۵–۹۸)  •
- سیف‌الدین سلیم (۲۰۰۹–۱۳)  •

 •  این آقاباشیان به کمربند طلایی دست یافته‌اند.

## پیشرو

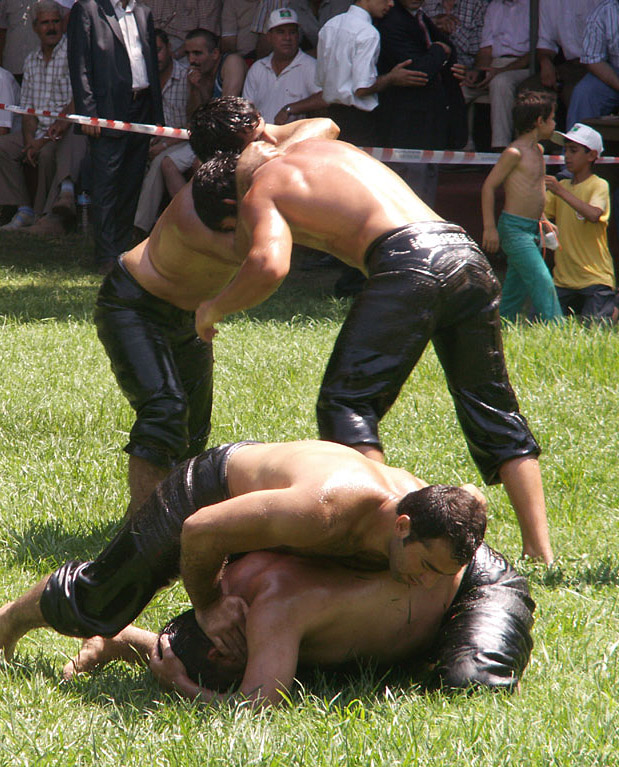
نمایی از کشتی با روغن در ترکیه

مهم‌ترین بخش آیینی کشتی با روغن «پیشرو» است؛ نوعی نمایش نمادین، نیایش و گرم‌کردن هم‌زمان. آیین‌هایی مانند پیشرو در دیگر گونه‌های کشتی سنتی ترکی همچون کاراکوچاک و آبا گورشی نیز وجود دارند، ولی ساده‌تر و فاقد نمادپردازی پیشرفته‌اند. در آغاز پیشرو، کشتی‌گیران در ردیف‌هایی با سرپهلوان (برنده دوره پیشین) در سمت راست صف، می‌ایستند. آن‌ها رو به سوی قبله می‌چرخند؛ دست راست کشتی‌گیر سمت راست خود را با دست راست، و دست چپ کشتی‌گیر سمت چپ خود را با دست چپ می‌گیرند و به نیایش جازگیر گوش می‌سپارند. گرفتن دستان به این معناست: «تو از برادر برای من فراتر هستی؛ هم‌رزمی در یک نبرد مقدس، در راه شهادت. ما همانند قهرمانان علی و سلیم هستیم که بنیان‌گذاران قرق‌پینار بودند، و اکنون ما نمایندگان آن‌هاییم».

## کسوت
تن‌پوش کشتی‌گیر تنها از شلوار چرمی‌ای تشکیل می‌شود که تا زیر زانو را می‌پوشاند و «کِسبِت» نام دارد. واژهٔ «کِسبِت» از واژهٔ عربی «کِسوَه» گرفته شده و با کمینهٔ معیار پوشش برای مردان مسلمان منطبق است: از کمر تا زیر زانو. این واژه از طریق فارسی وارد زبان عثمانی شده‌است. تا دهه ۱۹۶۰، کِسبِت‌ها از پوست گاومیش ساخته می‌شدند و وزن آن‌ها میان ۱۲ تا ۱۳ کیلوگرم بود. امروزه اغلب از پوست گوساله ساخته می‌شوند و حدود ۱٫۸ تا ۲٫۵ کیلوگرم، هنگام روغن‌مالی، وزن دارند.

## قوانین

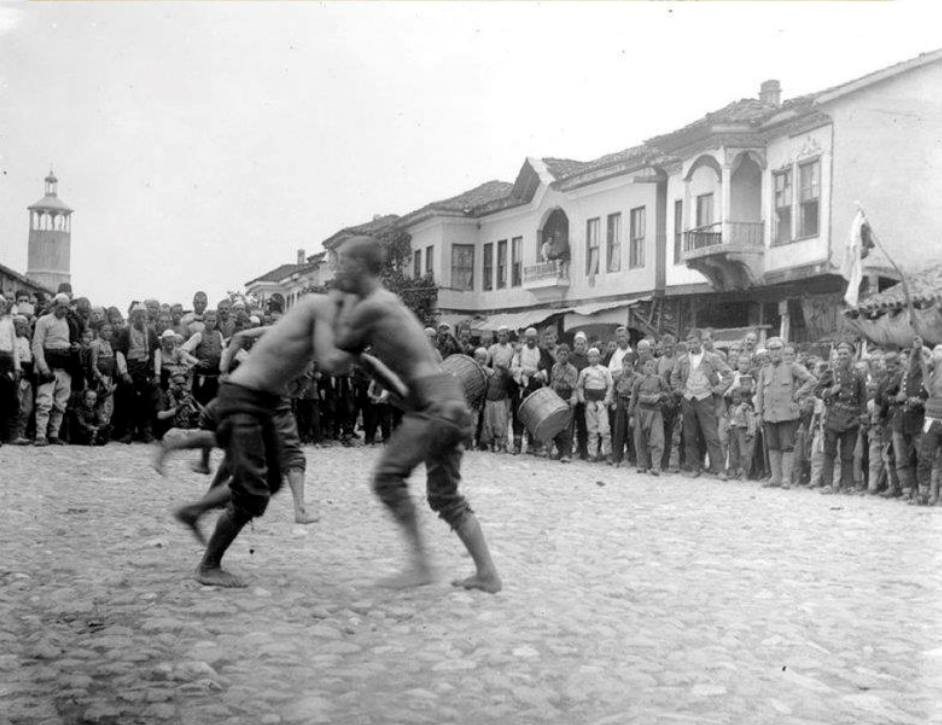
در گوستیوار، مقدونیه شمالی

بر پایه قوانین کشتی با روغن، بازنده کسی است که بر اثر اقدام حریف، پشتش با زمین تماس پیدا کند («شکم نشان دادن به آسمان»)، یا در حالی بنشیند که با دو دست از پشت تکیه داده، یا با هر دو آرنج یا آرنج و کف دست زمین را لمس کند. برنده کسی است که بتواند حریف را بلند کرده و سه گام با او بردارد یا او را دور خود بچرخاند. اگر کِسبِت کشتی‌گیر پایین کشیده شده و اندام جنسی او نمایان شود، بازنده اعلام می‌شود، گرچه این وضعیت به‌ندرت پیش می‌آید.
پیش از سال ۱۹۷۵، مدت هر مسابقه نامحدود بود که از نظر سازمان‌دهی بسیار دشوار بود زیرا بعضی دیدارها ساعت‌ها طول می‌کشید. امروزه، زمان رقابت در دستهٔ جوانان به ۳۰ دقیقه و در دستهٔ استادان به ۴۰ دقیقه محدود شده‌است. برندهٔ نهایی عنوان باش‌پهلوان و جایزهٔ نقدی دریافت می‌کند. پهلوانی که سه سال پیاپی پیروز شود، کمربند طلایی می‌گیرد. نفرات دوم و سوم نیز جایزه دریافت می‌کنند و همهٔ شرکت‌کنندگان مبلغی با عنوان «پول سفر» می‌گیرند.